# 朱钦运
朱钦运（1987年—），笔名茱萸、朱隐山，中华人民共和国当代诗人，批评家，哲学博士。

## 生平
籍贯江西赣县；于同济大学取得学位，现就职于苏州大学文学院，研究领域包括新诗史、当代诗及比较诗学，出版诗集、专著、批评集、随笔集和译注、编选多种。获得过江苏省紫金山文学奖，美国亨利·鲁斯基金会创作奖金，诗东西青年批评家奖等奖项；曾参加2015年《诗刊》第三十一届青春诗会，2017年台湾太平洋国际诗歌节，2018年中韩诗会暨大运河诗歌节及2018年美国佛蒙特中心驻站写作计划等活动。诗作入选《中国新诗百年大典》《二十一世纪中国文学大系（2001-2010）：诗歌卷》《现代汉诗110首》等选本。